# Mersevát
Mersevát é um município da Hungria, situado no condado de Vas. Tem 10,54 km² de área e sua população em 2015 foi estimada em 576 habitantes.